# 福岡リート投資法人
福岡リート投資法人（ふくおかリートとうしほうじん、英: Fukuoka REIT Corporation）は、福岡市博多区にある投資法人。東証・福証上場（J-REIT）。

## 概要
福岡財務支局で初めて、関東財務局以外で初めて登録された投資法人である。初の地域特化型J-REITとして2005年6月に上場した。福岡を中心とする九州全体及び山口県・沖縄県を投資対象にしている。
不動産資産の運用、新規物件の取得、資金調達等は資産運用会社である株式会社福岡リアルティに委託しており、スポンサーは福岡地所や九州電力を中心とする地元企業である。
投資方針は商業施設40～70%、オフィスビル20～50%、その他0～30%であり、エリアは福岡都市圏60～90%、その他九州地域10～30%、その他0～10%、としている。
ポートフォリオは、2020年08月31日現在で、物件数31物件、取得価格合計201,959百万円である。

## 沿革
- 2004年 6月30日 設立企画人（株式会社福岡リアルティ）による投信法第69条第1項に基づく本投資法人設立に係る届出
- 2004年 7月2日 投信法第166条に基づく本投資法人の設立登記、本投資法人の成立
- 2004年 7月15日 投信法第188条に基づく本投資法人登録の申請
- 2004年 8月5日 内閣総理大臣による投信法第187条に基づく本投資法人登録の実施（登録番号 福岡財務支局長 第1号）
- 2005年 6月21日 東京証券取引所・福岡証券取引所に上場

## 主な組入物件
- キャナルシティ博多
- パークプレイス大分
- マリノアシティ福岡（マリナサイド棟）
- 呉服町ビジネスセンター

## 資産運用会社
株式会社福岡リアルティが、本投資法人の資産運用会社である。
- 設立 - 2003年12月26日
- 資本金 - 200百万円
- 役職員 - 41名（2020年8月末）

### 株主構成
福岡リアルティの株主は、福岡地所55%、九州電力10%、福岡銀行5%、西日本シティ銀行5%、西日本鉄道5%、西部ガスホールディングス5%、九電工5%、九州旅客鉄道5%、日本政策投資銀行5%である。
- 2005年6月の本投資法人上場当初は、福岡地所46%、エフ・ジェイ都市開発12%、九州電力10%、ロイヤル7%、福岡銀行5%、西日本シティ銀行5%、西日本鉄道5%、西部瓦斯5%、九電工5%[2]。
- 2005年10月、福岡地所とエフ・ジェイ都市開発の合併により、福岡地所58%となった[3]。
- 2006年4月、九州旅客鉄道が、福岡地所より3%、ロイヤルホールディングスより2%取得し、福岡地所55%、ロイヤルホールディングス5%、九州旅客鉄道5%となった[4]。
- 2008年5月、日本政策投資銀行が福岡地所より5%取得し、福岡地所50%、日本政策投資銀行5%となった[5]。
- 2021年3月、福岡地所がロイヤルホールディングスより5%取得し、福岡地所55%となった（ロイヤルホールディングスは離脱）[6]。